# كلايد بروك
كلايد بروك (بالإنجليزية: Clyde Brock)‏ هو لاعب كرة القدم الكندية أمريكي، ولد في 30 أغسطس 1940 في لوس أنجلوس في الولايات المتحدة.

## وصلات خارجية
- كلايد بروك على موقع مرجع كرة القدم المحترفة.كوم (الإنجليزية)